# فلويد نيومان
فلويد نيومان (بالإنجليزية: Floyd Newman)‏ هو عازف ساكسفون أمريكي، ولد في عقد 1940 في ممفيس في الولايات المتحدة.

## وصلات خارجية
- فلويد نيومان على موقع IMDb (الإنجليزية)
- فلويد نيومان على موقع ميوزك برينز (الإنجليزية)
- فلويد نيومان على موقع أول ميوزيك (الإنجليزية)
- فلويد نيومان على موقع ديسكوغز (الإنجليزية)